# Plac Obrońców Warszawy w Płocku
Plac Obrońców Warszawy w Płocku – plac na Starym Mieście w Płocku.

## Układ
Plac jest w kształcie prostokąta, który ogranicza ulica Kolegialna od północy oraz ulica Kościuszki od południa. Północną pierzeję zamyka gmach delegatury Mazowieckiego Urzędu Wojewódzkiego (dawniej urząd pruski i gubernialny). Jego powierzchnia wynosi 12 715 m².

## Historia
Kiedy w 1793 władzę w Płocku przejęli urzędnicy pruscy zaczęto planowanie nowej koncepcji urbanistycznej, która połączy stare średniowieczne miasto z dzielnicą urzędniczą, powstającą na przedmieściu wyszogrodzkim (dzisiejsza południowa część osiedla Kolegialna). Ostateczny plan regulacji, opracowany przez Schimida, został przyjęty do realizacji w 1803 r. Jednak już wcześniej na terenie dawnych folwarków wytyczono duży plac, a dookoła zbudowano szereg budynków mieszkalnych. W latach 20. XIX wieku z inicjatywy zasłużonego dla rozwoju Płocka Floriana Kobylińskiego wzdłuż placu, po jego obu stronach utworzono aleje wysadzane topolami, które w 1845 r. zostały zastąpione kasztanowcami.
Po powstaniu styczniowym w latach 1865–1867 wybudowano na placu cerkiew prawosławną, zaprojektowaną przez Bronisława Żochowskiego, rozebraną w 1929 roku.

## Ważne obiekty

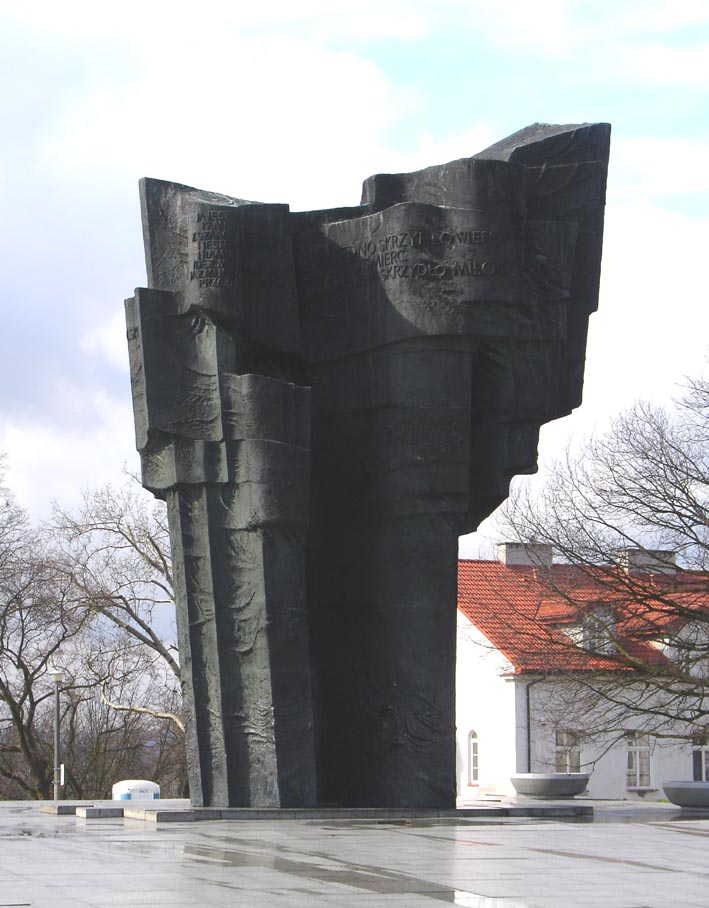
Pomnik W. Broniewskiego w południowej części placu.

- gmach prokuratury okręgowej i rejonowej (dawniej Bank Polski)
- pomnik marszałka Józefa Piłsudskiego, który odznaczył miasto Płock Krzyżem Walecznych za bohaterską postawę w wojnie bolszewickiej w 19201920 r. Pomnik odsłonięto w 1997 roku.
- pomnik poety Władysława Broniewskiego autorstwa Gustawa Zemły, odsłonięty w 1972 r.